# SunExpress Deutschland
A SunExpress Deutschland GmbH egy német szabadidős légitársaság, amelynek a székhelye Frankfurt Flughafen kerületében, a Gateway Gardensben volt. A SunExpress leányvállalata volt, amely maga is a Turkish Airlines és a Lufthansa vegyesvállalata. Fő bázisa a Frankfurti repülőtér volt, kisebb központjai pedig Németország más repülőterein helyezkedtek el. A vállalat 2020-ban megszüntette minden tevékenységét.

## Története
A SunExpress Deutschland 2011. június 8-án alakult a SunExpress leányvállalataként, és három Boeing 737-800-as repülőgéppel kezdte meg működését. Azért alapították, hogy Németországból a Vörös-tenger térségébe repülhessen német légiforgalmi engedélyt használva. Ezeket az útvonalakat 2011. november 2-án szolgálták ki először, és a hálózatot azóta számos további dél-európai és észak-afrikai szabadidős célállomással bővítették.
2015 februárjában a Lufthansa-csoport bejelentette, hogy 2015 novemberétől a SunExpress Deutschland lesz az Eurowings új hosszú távú járatainak üzemeltetője, amelyeknek a Köln–Bonn repülőtér lesz a bázisa. A SunExpress Deutschland ezért lízingelt Airbus A330-200-asokat kapott.
2020. június 23-án  a SunExpress bejelentette hogy a SunExpress Deutschland megszűnik és felszámolásra kerül. Útvonalai egy részét a SunExpress és az Eurowings vette át.

## Célállomások

### SunExpress Deutschland üzemeltette
2018 februárjában a SunExpress Deutschland a következő útvonalakat üzemeltette:
| Ország              | Város             | Repülőtér                                     | Megjegyzés       | Források |
| ------------------- | ----------------- | --------------------------------------------- | ---------------- | -------- |
| Bulgária            | Burgasz           | Burgaszi repülőtér                            |                  |          |
| Bulgária            | Várna             | Várnai repülőtér                              |                  |          |
| Bosznia-Hercegovina | Szarajevó         | Szarajevói nemzetközi repülőtér               |                  |          |
| Egyiptom            | Gurdaka           | Hurghadai nemzetközi repülőtér                |                  |          |
| Egyiptom            | Marsza Alam       | Marsza Alam-i nemzetközi repülőtér            |                  |          |
| Görögország         | Athén             | Elefthériosz Venizélosz nemzetközi repülőtér  |                  |          |
| Görögország         | Iráklio           | Heraklion nemzetközi repülőtér                |                  |          |
| Libanon             | Bejrút            | Bejrút–Rafic Hariri nemzetközi repülőtér      |                  |          |
| Marokkó             | Agadir            | Agadir–Al Massira repülőtér                   |                  |          |
| Németország         | Berlin            | Berlin-Tegel repülőtér                        |                  |          |
| Németország         | Düsseldorf        | Düsseldorfi repülőtér                         | Fókusz repülőtér |          |
| Németország         | Frankfurt         | Frankfurti repülőtér                          | Bázisrepülőtér   |          |
| Németország         | Hannover          | Hannoveri repülőtér                           | Fókusz repülőtér |          |
| Németország         | Köln/Bonn         | Köln–Bonn repülőtér                           | Fókusz repülőtér |          |
| Németország         | Lipcse/Halle      | Lipcse/Halle repülőtér                        |                  |          |
| Németország         | München           | Müncheni repülőtér                            | Fókusz repülőtér |          |
| Németország         | Stuttgart         | Stuttgarti repülőtér                          | Fókusz repülőtér |          |
| Norvégia            | Oslo              | Oslo–Gardermoeni repülőtér                    |                  |          |
| Olaszország         | Lamezia Terme     | Lamezia Terme nemzetközi repülőtér            |                  |          |
| Spanyolország       | Barcelona         | Josep Tarradellas Barcelona-El Prat repülőtér |                  |          |
| Spanyolország       | Fuerteventura     | Fuerteventurai repülőtér                      |                  |          |
| Spanyolország       | Lanzarote         | Lanzarotei repülőtér                          |                  |          |
| Spanyolország       | Madrid            | Adolfo Suárez Madrid-Barajas repülőtér        |                  |          |
| Spanyolország       | Palma de Mallorca | Palma de Mallorca nemzetközi repülőtér        |                  |          |
| Törökország         | Adana             | Şakirpaşa repülőtér                           |                  |          |
| Törökország         | Ankara            | Esenboğa nemzetközi repülőtér                 |                  |          |
| Törökország         | Antalya           | Antalyai repülőtér                            |                  |          |
| Törökország         | Bodrum            | Milas–Bodrum repülőtér                        |                  |          |
| Törökország         | Dalaman           | Dalamani repülőtér                            |                  |          |
| Törökország         | Elazığ            | Elazığ repülőtér                              |                  |          |
| Törökország         | Gaziantep         | Oğuzeli repülőtér                             |                  |          |
| Törökország         | Isztambul         | Sabiha Gökçen nemzetközi repülőtér            |                  |          |
| Törökország         | Izmir             | Adnan Menderes repülőtér                      |                  |          |
| Törökország         | Kayseri           | Erkilet nemzetközi repülőtér                  |                  |          |
| Törökország         | Samsun            | Samsun-Çarşamba repülőtér                     |                  |          |
| Törökország         | Trabzon           | Trabzoni repülőtér                            |                  |          |

### Eurowings számára üzemeltetve
2017 júliusában a SunExpress Deutschland a következő hosszú távú útvonalakat üzemeltette az Eurowings számára:
| Ország                    | Város        | Repülőtér                                      | Megjegyzés     | Források |
| ------------------------- | ------------ | ---------------------------------------------- | -------------- | -------- |
| Amerikai Egyesült Államok | Fort Myers   | Délnyugat Floridai nemzetközi repülőtér        |                |          |
| Amerikai Egyesült Államok | Las Vegas    | Harry Reid nemzetközi repülőtér                |                |          |
| Amerikai Egyesült Államok | Miami        | Miami nemzetközi repülőtér                     |                |          |
| Amerikai Egyesült Államok | Orlando      | Orlandói nemzetközi repülőtér                  |                |          |
| Amerikai Egyesült Államok | Seattle      | Seattle–Tacoma nemzetközi repülőtér            |                |          |
| Barbados                  | Bridgetown   | Grantley Adams nemzetközi repülőtér            | Szezonális     |          |
| Dominikai Köztársaság     | Punta Cana   | Punta Cana nemzetközi repülőtér                |                |          |
| Dominikai Köztársaság     | Puerto Plata | Gregorio Luperón nemzetközi repülőtér          |                |          |
| Jamaica                   | Montego Bay  | Sangster nemzetközi repülőtér                  |                |          |
| Kuba                      | Havanna      | José Martí nemzetközi repülőtér                |                |          |
| Kuba                      | Varadero     | Juan Gualberto Gómez repülőtér                 |                |          |
| Mauritius                 | Port Louis   | Sir Seewoosagur Ramgoolam nemzetközi repülőtér |                |          |
| Mexikó                    | Cancún       | Cancúni nemzetközi repülőtér                   |                |          |
| Namíbia                   | Windhoek     | Hosea Kutako nemzetközi repülőtér              |                |          |
| Németország               | Düsseldorf   | Düsseldorfi repülőtér                          | Bázisrepülőtér |          |
| Thaiföld                  | Bangkok      | Szuvarnabhumi nemzetközi repülőtér             |                |          |
| Thaiföld                  | Phuket       | Phuketi nemzetközi repülőtér                   |                |          |

## Flotta

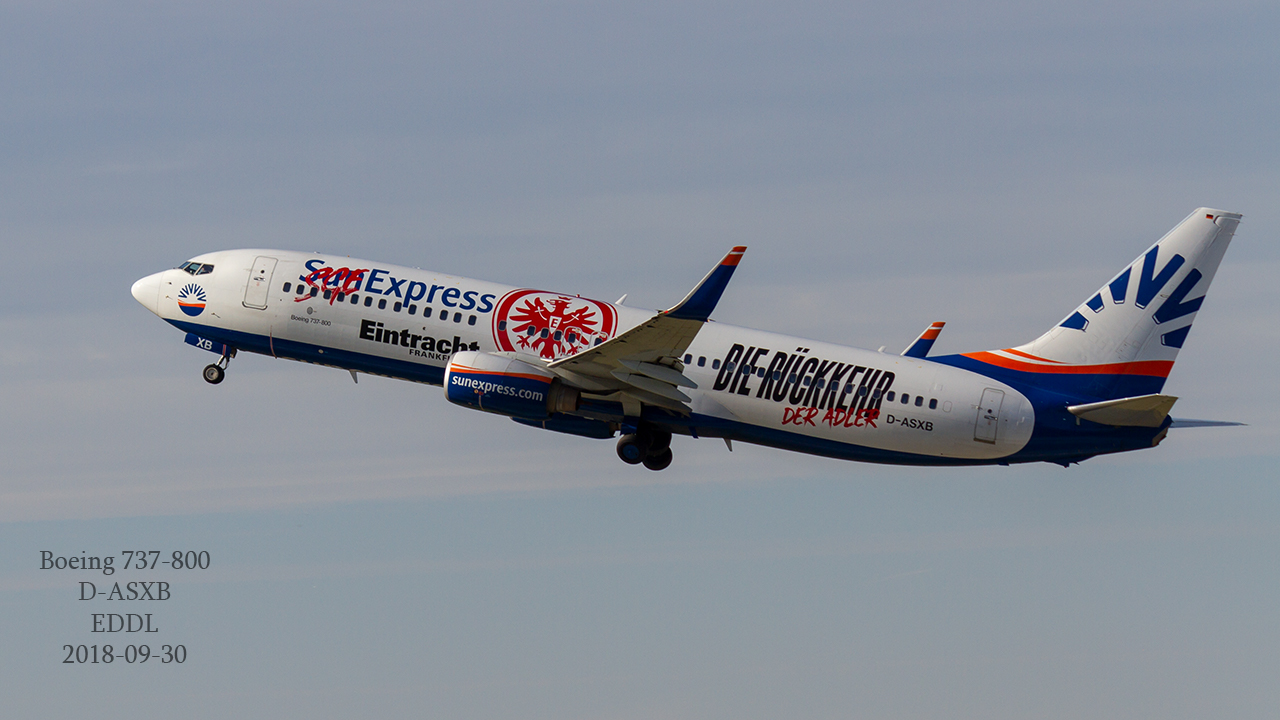
A D-ASXB lajstromú Boeing 737-800-as repülőgép az Eintracht Frankfurt festésében

2020 januárjában a SunExpress Deutschland flottája a következő repülőgépekből állt:

## Fordítás
Ez a szócikk részben vagy egészben  a   SunExpress Deutschland című angol Wikipédia-szócikk ezen változatának fordításán alapul.  Az eredeti cikk szerkesztőit annak laptörténete sorolja fel. Ez a jelzés csupán a megfogalmazás eredetét és a szerzői jogokat jelzi, nem szolgál a cikkben szereplő információk forrásmegjelöléseként.